# 大阪府の観光地

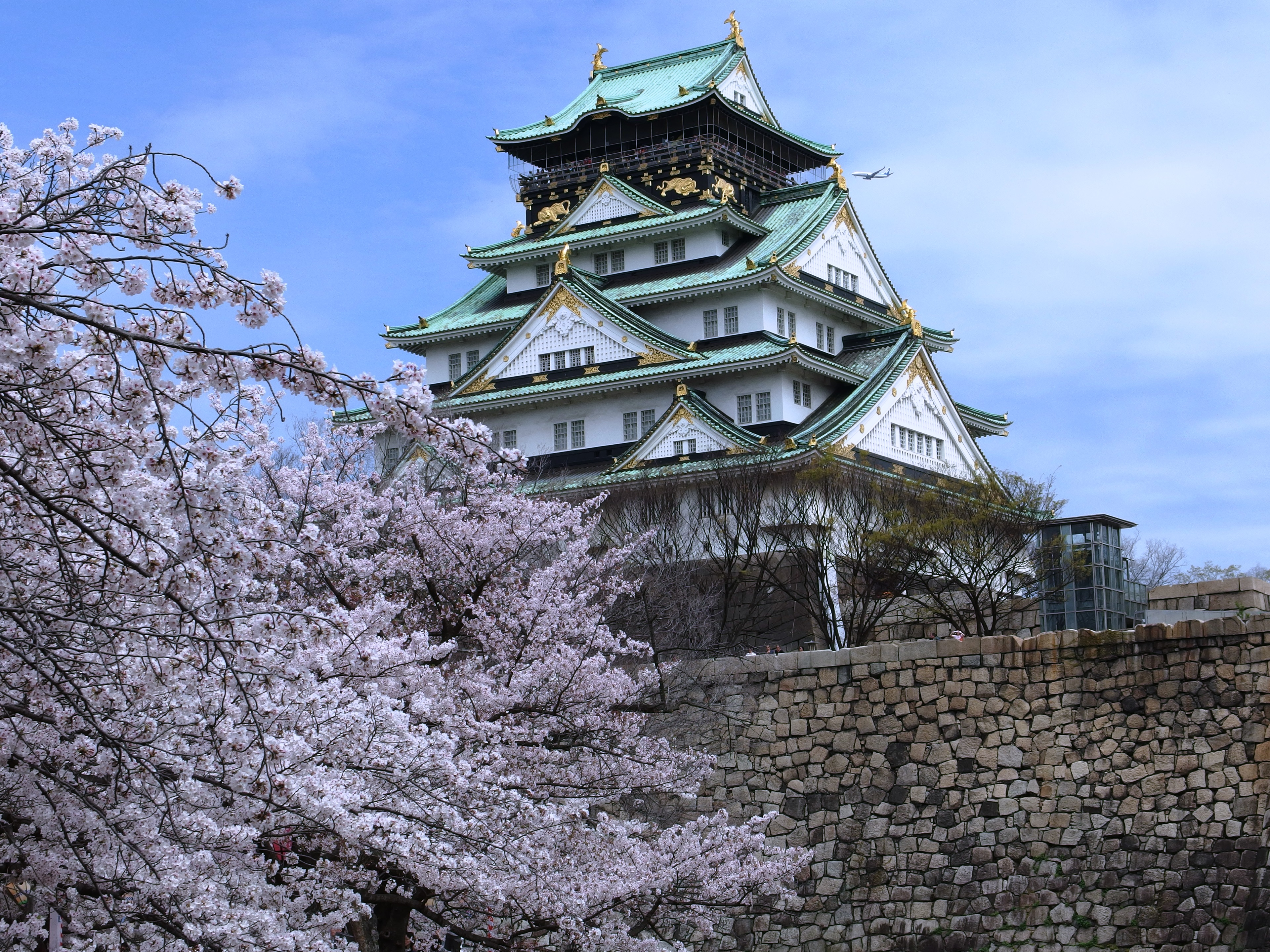
大阪城

大阪府の観光地（おおさかふのかんこうち）は、大阪府内の主要な観光地等に関する項目である。

## 対象別

### 文化財等

#### 国宝建築
- 観心寺 – 金堂
- 孝恩寺 - 観音堂
- 桜井神社 - 拝殿
- 慈眼院 - 多宝塔
- 住吉大社 - 本殿

- 観心寺金堂
- 孝恩寺観音堂
- 桜井神社拝殿
- 住吉大社本殿

#### 国の名勝
特別名勝
- 南宗寺庭園（堺市堺区）
- 普門寺庭園（高槻市）
- 箕面山（箕面市）
- 龍泉寺庭園（富田林市）
- 岸和田城庭園（八陣の庭）（岸和田市）

- 南宗寺庭園
- 普門寺庭園
- 龍泉寺庭園
- 岸和田城庭園（八陣の庭）

#### 重要伝統的建造物群保存地区
- 富田林寺内町 (富田林市)

- 富田林寺内町

#### 重要文化的景観
- 大木地区の文化的景観 (日根荘大木の農村景観)

- 大木地区の文化的景観

#### 重要文化財・史跡等
特別史跡
- 大坂城跡
- 百済寺跡

- 四天王寺
- 適塾
- 誉田御廟山古墳
- 大仙陵古墳

#### 登録記念物
- 西山氏庭園（豊中市）
- 旧中西氏庭園（吹田市）
- 旧西尾氏庭園（吹田市）
- 南氏庭園（阪南市）
- マチカネワニ化石（豊中市）

#### 文化施設
博物館・美術館
水族館
- 海遊館
- NIFREL
- あくあぴあ芥川

- 大阪府立近つ飛鳥博物館
- カップヌードルミュージアム 大阪池田
- 大阪市立美術館
- 海遊館

### 公園等

#### 国立・国定公園・国営公園
- 国立公園
  - 瀬戸内海国立公園 ※海上部のみ
- 国定公園
  - 明治の森箕面国定公園
  - 金剛生駒紀泉国定公園
- 国営公園
  - 淀川河川公園

- 明治の森箕面国定公園
(箕面滝)
- 金剛生駒紀泉国定公園
(飯盛山)
- 淀川河川公園

#### 府立自然公園
- 大阪府立北摂自然公園
- 大阪府立阪南・岬自然公園

- 大阪府立北摂自然公園
(竜王山)

#### 府営都市公園
- 服部緑地
- 寝屋川公園
- 枚岡公園
- 石川河川公園
- 大泉緑地
- 浜寺公園
- りんくう公園
- 蜻蛉池公園
- せんなん里海公園
- 山田池公園
- 箕面公園
- 深北緑地
- 久宝寺緑地
- 住之江公園
- 住吉公園
- 錦織公園
- 長野公園
- 二色の浜公園
- 泉佐野丘陵緑地

- 服部緑地
- 枚岡公園
- 浜寺公園
- 住之江公園

#### 大型公園・動物園・植物園・遊園地
大型公園
動物園・植物園・遊園地
- 大阪市天王寺動物園
- 池田市立五月山動物園
- 大阪市立長居植物園
- 咲くやこの花館
- 大阪府立花の文化園
- 大阪市立大学理学部附属植物園（※旧・大阪市立大学理学部附属植物園[1]）
- ユニバーサル・スタジオ・ジャパン
- みさき公園
- ひらかたパーク

- 桜之宮公園
- 万博記念公園
- 大阪市天王寺動物園
- ひらかたパーク

#### 恋人の聖地
- 赤レンガ倉庫 / GLION MUSEUM
- お初天神
- 泉南マーブルビーチ
- ハルカス300（展望台）
- 水間寺 愛染堂
- LOVE RINKu / 関空・大阪湾を望むりんくう公園

- 赤レンガ倉庫
- お初天神
- ハルカス300展望台
- 水間寺愛染堂

### 祭事・行事
- 天神祭
- 生國魂祭
- 住吉祭
- 箕面まつり
- 高槻まつり
- 茨木フェスティバル
- 堺まつり
- 大魚夜市
- 深井だんじり祭り
- 久世だんじり祭り
- 津久野だんじり祭
- 鳳だんじり祭り
- 高石だんじり祭
- 岸和田だんじり祭
- 春木だんじり祭
- 岸和田十月祭礼
- 熊取だんじり祭
- 寺方提灯踊り
- 教祖祭PL花火芸術
- 高野街道まつり
- 古市だんじり祭

- 天神祭
- 岸和田だんじり祭
- 高野街道まつり

## 地域別

### 大阪市
- 都島区 - 淀川河川公園、桜之宮公園、藤田美術館、大川、コムズガーデン
- 福島区 - 堂島リバーフォーラム、大阪市中央卸売市場本場
- 此花区 - ユニバーサル・スタジオ・ジャパン、ユニバーサル・シティウォーク大阪
- 西区 - 京セラドーム大阪、オレンジストリート、大阪市立中央図書館、大阪科学技術館、サムハラ神社、靭公園、堀江
- 港区 - 天保山ハーバービレッジ（天保山、海遊館、天保山大観覧車、なにわ食いしんぼ横丁、天保山マーケットプレース、レゴランド・ディスカバリー・センター大阪など）、サンタマリア、大阪プール、築港赤レンガ倉庫
- 大正区 -
- 天王寺区 - 天王寺公園（天王寺動物園、大阪市立美術館、茶臼山など）、天王寺ミオ、四天王寺、大阪新歌舞伎座、一心寺、安居神社、旧黒田藩蔵屋敷長屋門、口縄坂、心眼寺、堀越神社、真田幸村像、生國魂神社、三光神社、清水坂、勝鬘院、吉祥寺、愛染まつり、聖霊会、生國魂祭、彦八まつり
- 浪速区 - 新世界（通天閣など）、なんばパークス、でんでんタウン、湊町リバープレイス（なんばHatchなど）、大阪シティエアターミナル、Zepp Namba、難波八阪神社、今宮戎神社、日本橋ストリートフェスタ
- 西淀川区 - 江崎記念館、野里住吉神社
- 東淀川区 - 崇禅寺
- 東成区 -
- 生野区 - 鶴橋市場、生野コリアタウン
- 旭区 - 千林商店街、城北公園
- 城東区 -
- 阿倍野区 - あべのハルカス、あべのキューズタウン、あべのルシアス、あべのアポロ、安倍晴明神社、大阪市立阿倍野防災センター
- 住吉区 - 住吉大社、阪堺電気軌道、住吉公園、住吉祭、住吉の御田植
- 東住吉区 - 長居公園（ヤンマースタジアム長居、キンチョウスタジアムなど）、大阪市立長居植物園、大阪市立自然史博物館
- 西成区 -
- 淀川区 - 淀川河川公園、メルパルクホール大阪、見返りトミー君、新大阪センイシティー、なにわ淀川花火大会
- 鶴見区 - 花博記念公園鶴見緑地（咲くやこの花館など）、三井アウトレットパーク 大阪鶴見
- 住之江区 - インテックス大阪、アジア太平洋トレードセンター、さきしまコスモタワー
- 平野区 - 杭全神社、大念仏寺
- 北区 - 天神橋筋商店街、フェスティバルホール、HEP FIVE大観覧車、大阪四季劇場、大阪市立科学館、北新地、大阪市立東洋陶磁美術館、中之島公園、大阪ステーションシティ、ディアモール大阪、キッズプラザ大阪、お初天神、日本銀行大阪支店旧館、扇町公園、梅田スカイビル、阪急東通商店街、淀屋橋、国立国際美術館、大阪市中央公会堂、大阪天満宮、大阪くらしの今昔館、梅田芸術劇場、グランキューブ大阪、大阪府立中之島図書館、天神橋、造幣博物館、曽根崎お初天神通り商店街、天満天神繁昌亭、肥後橋、ザ・シンフォニーホール、太融寺、オオサカガーデンシティ、グランフロント大阪、天神祭、OSAKA光のルネサンス、中之島まつり、フィエスタ・メヒカナ、桜の通り抜け、アミナリエ
- 中央区 - なんばグランド花月、道頓堀、大阪城公園、心斎橋筋商店街、大阪城ホール、アメリカ村、なんばウォーク、戎橋、御堂筋、千日前道具屋筋商店街、黒門市場、法善寺横丁、大阪歴史博物館、なんばCITY、船場センタービル、空堀商店街、戎橋筋商店街、NHK大阪ホール、新井ビル、ミライザ大阪、松下IMPビル、豊國神社、マイドームおおさか、御津公園、大阪松竹座、難波神社、大阪城音楽堂、船場、松屋町筋商店街、難波宮史跡公園、少名彦神社、大阪取引所、よしもと漫才劇場、日本橋、大阪府立体育会館、玉造稲荷神社、適塾、国立文楽劇場、大阪倶楽部、大阪ビジネスパーク、法善寺

- 新世界
- ユニバーサル・スタジオ・ジャパン
- 北新地
- 道頓堀

### 豊能
- 豊中市 - 大阪国際空港、服部緑地、大阪大学総合学術博物館、日本民家集落博物館、千里川
- 池田市 - カップヌードルミュージアム 大阪池田、五月山公園・池田市立五月山動物園、愛宕神社、池田城跡公園、呉服神社、逸翁美術館、伏尾温泉、久安寺、五社神社、水月公園、猪名川花火大会、がんがら火祭り
- 箕面市 - 箕面の滝、勝尾寺、箕面公園昆虫館、箕面温泉、箕面まつり
- 能勢町 - 能勢妙見山、野間の大ケヤキ、能勢温泉、道の駅能勢（くりの郷）
- 豊能町 - とよのコスモスの里

- 日本民家集落博物館
- 五月山公園
- 箕面公園昆虫館
- 能勢妙見山

### 三島
- 高槻市 - 今城塚古墳、摂津峡、高槻市立歴史民俗資料館、高槻城址及び城跡公園、高槻しいたけセンター、ポンポン山、摂津峡温泉、普門寺、神峯山寺、野見神社、安満遺跡公園、鵜殿のヨシ原焼き、高槻ジャズストリート、高槻まつり
- 吹田市 - 万博記念公園（太陽の塔・エキスポシティ・日本庭園・自然文化園・国立民族学博物館など）、アサヒビール吹田工場、NIFREL、パナソニックスタジアム吹田、垂水神社、江坂神社、万博記念競技場、ダスキンミュージアム、紫金山公園
- 茨木市 - 茨木神社、真宗大谷派茨木別院、忍頂寺スポーツ公園、総持寺、若園公園、光の教会、茨木フェスティバル
- 摂津市 - 新幹線公園
- 島本町 - 山崎蒸溜所、水無瀬神宮、若山神社

- 摂津峡
- 光の教会
- 日本庭園
- 水無瀬神宮

### 泉北
- 堺市
  - 堺区 - 大仙公園、堺市役所展望ロビー、大仙陵古墳、堺アルフォンス・ミュシャ館、方違神社、海とのふれあい広場、堺市立町家歴史館山口家住宅、堺市博物館、清学院、千利休屋敷跡、大浜公園、旧堺燈台、コンペイトウミュージアム、シマノ自転車博物館、ザビエル公園、さかい利晶の杜、菅原神社、南宗寺、妙国寺、百舌鳥古墳群、大魚夜市、堺まつり
  - 中区 - ソフィア堺プラネタリウム、土塔、深井だんじり祭り、久世だんじり祭り
  - 東区 - 白鷺公園、登美丘だんじり祭り
  - 西区 - 浜寺公園、大鳥大社、浜寺公園駅、家原寺、鳳だんじり祭り
  - 南区 - 堺・緑のミュージアム ハーベストの丘、大阪府立大型児童館ビッグバン、多治速比売神社
  - 北区 - 大泉緑地、百舌鳥八幡宮
  - 美原区 - 黒姫山古墳
- 泉大津市 - 池上・曽根遺跡、泉大津だんじり祭り
- 和泉市 - 松尾寺、施福寺、阿弥陀寺、池上・曽根遺跡、西福寺、和泉だんじり祭、府中だんじり祭
- 高石市 - 浜寺公園交通遊園、高石だんじり祭
- 忠岡町 - 正木美術館

- 旧堺燈台
- 百舌鳥八幡宮
- 施福寺
- 池上・曽根遺跡

### 泉南
- 岸和田市 - 蜻蛉池公園、岸和田城、岸和田だんじり会館、岸和田カンカンベイサイドモール、岸和田市立浪切ホール、蛸地蔵駅、五風荘、牛滝温泉、岸和田だんじり祭、春木だんじり祭、岸和田十月祭礼
- 貝塚市 - 二色の浜公園・二色の浜海水浴場、水間寺、奥水間温泉、奥水間アスレチックスポーツ、そぶら貝塚 ほの字の里、貝塚だんじり祭
- 泉佐野市 - 関西国際空港、りんくうプレミアム・アウトレット、りんくうタウン、犬鳴山、りんくう公園、いこらもーる泉佐野、マーブルビーチ、犬鳴山温泉、りんくう花火、泉州YOSAKOIゑぇじゃないか祭り
- 泉南市 - 泉南市農業公園「花咲きファーム」
- 阪南市 - わんぱく王国、ピチピチビーチ、山中渓
- 熊取町 - 熊取だんじり祭
- 田尻町 - 真光寺
- 岬町 - せんなん里海公園・ときめきビーチ、みさき公園、道の駅とっとパーク小島

- 岸和田城
- 水間寺
- りんくう公園
- ピチピチビーチ

### 北河内
- 枚方市 - ひらかたパーク、山田池公園、王仁公園、くずはモール、枚方T-SITE、厳島神社、枚方市立枚方宿鍵屋資料館
- 寝屋川市 - 成田山大阪別院明王院、寝屋川公園
- 守口市 - 来迎寺、寺方提灯踊り
- 大東市 - 深北緑地、野崎観音
- 門真市 - 大阪府立門真スポーツセンター、パナソニックミュージアム 松下幸之助歴史館
- 四條畷市 - 小楠公御墓所、四條畷神社
- 交野市 - 府民の森くろんど園地、府民の森ほしだ園地、磐船神社

- 山田池公園
- 成田山大阪別院明王院
- 野崎観音
- 磐船神社

### 中河内
- 東大阪市 - 司馬遼太郎記念館、花園中央公園、石切温泉、石切劔箭神社、東大阪市花園ラグビー場、ドリーム21、大阪府立中央図書館、生駒山、暗峠、枚岡神社、枚岡公園
- 八尾市 - 久宝寺緑地、玉串川、八尾市文化会館、八尾市立しおんじやま古墳学習館
- 柏原市 - 柏原市立玉手山公園

- 石切劔箭神社
- 司馬遼太郎記念館
- 玉串川
- 柏原市立玉手山公園

### 南河内
- 富田林市 - 富田林寺内町（旧杉山家住宅など）、富田林市農業公園（休園中）、錦織公園、龍泉寺、瀧谷不動明王寺、錦織神社、教祖祭PL花火芸術、南河内だんじり祭り
- 河内長野市 - 関西サイクルスポーツセンター、観心寺、滝畑ダム、大阪府立花の文化園、岩湧山、金剛寺、光滝寺キャンプ場、長野温泉、延命寺、岩湧寺、河合寺、高野街道まつり、南河内だんじり祭り
- 松原市 - 大師堂
- 羽曳野市 - 大黒寺、野中寺、誉田御廟山古墳（応神天皇陵）、古市だんじり祭
- 藤井寺市 - 道明寺、葛井寺、道明寺天満宮
- 大阪狭山市 - 大阪狭山市立市民ふれあいの里、狭山池、大阪府立狭山池博物館、狭山池まつり
- 太子町 - 太子温泉、叡福寺、西方院
- 河南町 - ワールド牧場、弘川寺、高貴寺、大阪府立近つ飛鳥博物館
- 千早赤阪村 - 金剛山、千早川マス釣り場、千早城、南河内だんじり祭り

- 教祖祭PL花火芸術
- 関西サイクルスポーツセンター
- 葛井寺
- 千早城